# Киндзмараули
«Киндзмарау́ли» (груз. ქინძმარაული) — микрозона (аппелласьон) Алазанской долины на востоке Грузии, где с 1942 года производят красное полусладкое вино. В СССР на этикетках этого вина стоял № 22.
Вино строго моносортовое: производится из сорта винограда саперави, возделываемого в районе села Киндзмараули в Кварельском районе Кахетии. Виноград для этого вина собирается при сахаристости не менее 22 %, благодаря чему оно всегда является природно-полусладким без добавления сахара. Технология производства вина по сути та же, что использовалась с 1908 года для производства «Хванчкары».

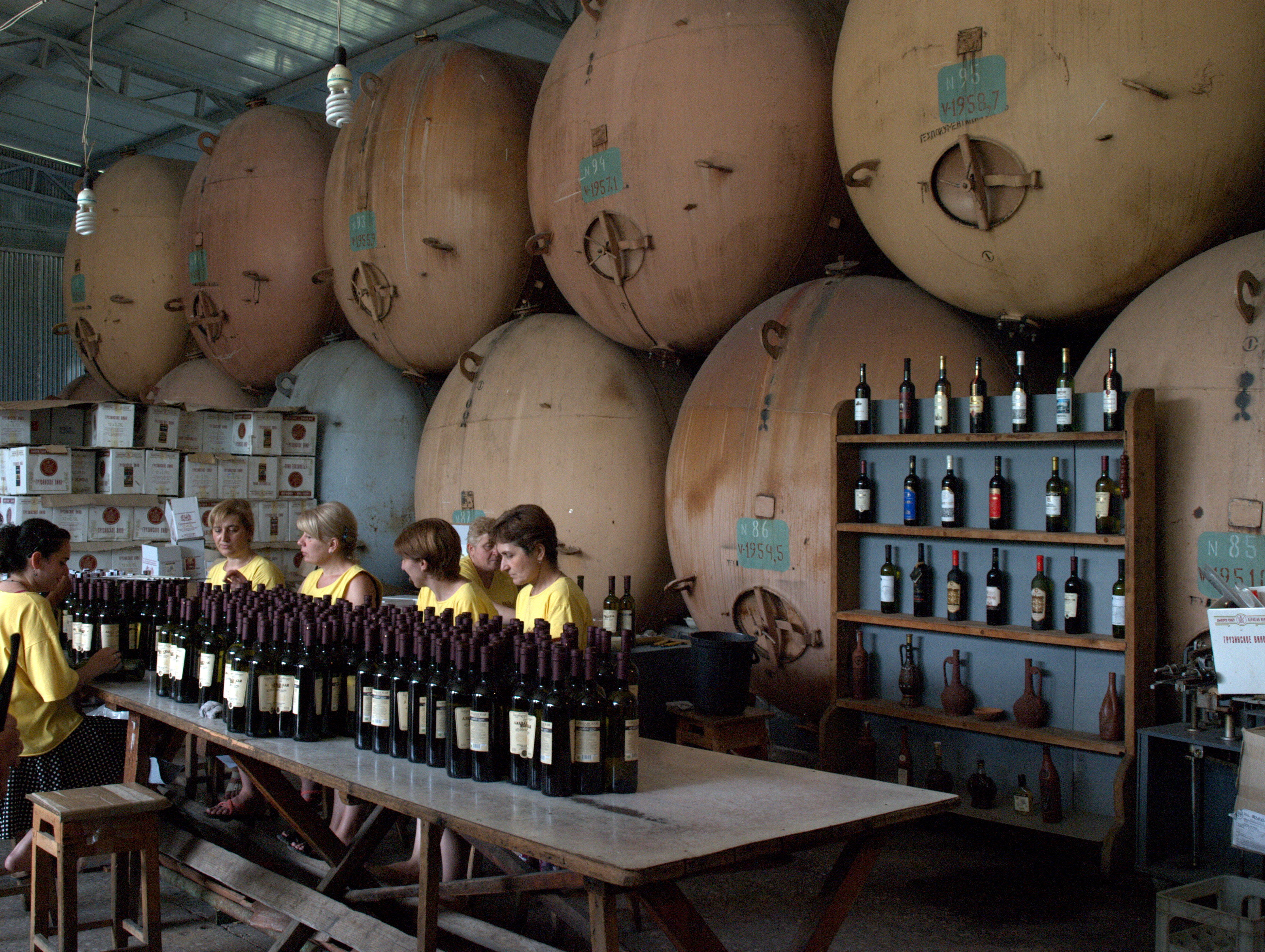
Производство «Киндзмараули»

Кондиционное вино «Киндзмараули» имеет «цвет переспелой вишни или граната, нежный, полный, бархатистый вкус и типичный сортовой букет, аромат свежий с сортовыми тонами, оттенки — вишнёвая косточка, чёрная смородина». Вино «Киндзмараули» рекомендуется подавать к десертам, фруктам и острым соусам — оно сглаживает остроту пищи. Природно-полусладкие вина не предназначены для длительного хранения и должны потребляться молодыми. 
Изначальная виноградарская база «Киндзмараули» занимала сто двадцать гектаров в месте, где река Дуруджи соединяется с Алазани.  Хотя виноградарская база была расширена до 620 га, эта территория позволяет произвести виноград в количестве, достаточном для выработки не более чем 4 млн литров вина (тогда как в 2020 году Грузия экспортировала вин этой марки в 3,5 раза больше: 18 676 195 бутылок).
В советское время полусладкие вина пастеризовались (нагревались до 65 °С в течение 15—20 минут), что приводило к искажению природного аромата, утрате части органолептических свойств, появлению лёгкой шипучести (следствие выделения углекислого газа). Хотя техника горячего розлива по бутылкам до сих пор широко применяется, наиболее ответственные производители используют технологию холодного розлива с применением мембранной фильтрации. 
Законом Грузии «О наименованиях мест происхождения и географических индикаторов товаров» от 2010 года название «Киндзмараули» включено в список апеллясьонов Грузии и не может быть использовано производителями вина за пределами определённого географического региона. 
Помимо «Киндзмараули» и «Хванчкары», Грузия производит немало иных подобных красных полусладких вин:  например, «Ахашени», «Оджалеши», «Пиросмани». Почти все они предназначаются на экспорт в страны бывшего СССР.